# (3831) Pettengill
(3831) Pettengill es un asteroide perteneciente al cinturón de asteroides, descubierto el 7 de octubre de 1986 por Edward Bowell desde la Estación Anderson Mesa (condado de Coconino, cerca de Flagstaff, Arizona, Estados Unidos).

## Designación y nombre
Designado provisionalmente como 1986 TP2. Fue nombrado Pettengill en honor al experto en ciencias planetarias Gordon H. Pettengill.